# Catocala neonympha
Catocala neonympha ist ein Schmetterling (Nachtfalter) aus der Familie der Eulenfalter (Noctuidae).

## Merkmale

### Falter
Die Flügelspannweite der Falter beträgt 58 bis 64 Millimeter. Die Vorderflügeloberseite zeigt verschiedene Brauntöne. Die äußere Querlinie ist schwarzbraun, stark gezackt und zeigt eine in die Diskalregion reichende schmale Schleife. Die innere Querlinie ist wellenförmig. Makel heben sich nur undeutlich ab. Die Hinterflügeloberseite hat eine gelbe bis gelborange Farbe, ein schwarzbraunes Außen- sowie ein gleichfarbiges, schmaleres, leicht gebogenes Mittelband. Am Apex befindet sich ein schwarzbrauner Fleck. Der Thorax ist hellbraun, das Abdomen gelblich.

### Ähnliche Arten
Die zeichnungsmäßig ähnliche Catocala puerpera unterscheidet sich in erster Linie durch die rötlich gefärbte Hinterflügeloberseite sowie das bräunliche Abdomen.

## Verbreitung, Unterarten und Lebensraum
Catocala neonympha kommt im Südosten des europäischen Teils von Russland und in Kasachstan vor. In der östlichen Türkei ist die Unterart Catocala neonympha osthelderensis Hacker, 1990 heimisch, im südlichen Zentralasien die Unterart Catocala neonympha variegata (Warren, 1913). Die Art  besiedelt in erster Linie steppenartige Biotope am Fuße von gebirgigen Gegenden.

## Lebensweise
Die Falter sind hauptsächlich zwischen Juni und August anzutreffen, im Ural auch noch im September, wo sie an warmen Tagen zuweilen am Tage fliegend beobachtet wurden. Nachts besuchen sie künstliche Lichtquellen. Als Nahrungspflanzen der Raupen wird Echtes Süßholz (Glycyrrhiza glabra) angegeben.